# Partido Demócrata de Alabama
El Partido Demócrata de Alabama es la rama estatal del Partido Demócrata en Alabama, actualmente liderado por Randy Kelley.
El Partido Demócrata de Alabama fue en su momento una de las organizaciones políticas más exitosas del país. A pesar del cambio partidario durante el movimiento de derechos civiles y la adopción de la estrategia sureña por parte del Partido Republicano, los demócratas continuaron ganando elecciones a nivel estatal y local. Alabama no ha votado por un candidato demócrata a la presidencia desde que lo hizo por Jimmy Carter en 1976, ya que los republicanos seguían asociados con el Norte y las grandes empresas.Aunque H. Guy Hunt se convirtió en el primer gobernador republicano desde la reconstrucción en 1986, los demócratas mantuvieron el control estatal hasta principios de la década de 2000.La situación cambió en 2010 cuando los republicanos lograron la mayoría en ambas cámaras de la legislatura de Alabama por primera vez en 136 años. El senador Roger Bedford, Jr. atribuyó este giro a una reacción contra Obama y a la creciente influencia republicana tras los ataques del 11 de septiembre.
Actualmente, Alabama es visto como un bastión republicano,en marcado contraste con su reciente pasado como territorio demócrata. De los siete escaños del estado en la Cámara de Representantes de EE. UU., solo uno pertenece a un demócrata. Además, los demócratas no ocupan cargos estatales en Alabama y son la minoría en ambas cámaras de la legislatura estatal.

## Funcionarios electos actuales

### Miembros del Congreso

#### Cámara de los Representantes de los EE. UU.
De los siete escaños que Alabama envía a la Cámara de Representantes, una está ocupada por un demócrata:
| Distrito | Miembro      | Foto                    |
| -------- | ------------ | ----------------------- |
| 7°       | Terri Sewell | Congressional portrait. |

### Oficinas estatales
- Ninguno

Las dos últimas veces que los demócratas ganaron las elecciones estatales en Alabama fueron en 2008, cuando Lucy Baxley ganó el 50,25% de los votos en las elecciones programadas regularmente para presidente de la Comisión de Servicio Público de Alabama, y en 2017, cuando Doug Jones, con el 49,97% de los votos, obtuvo una victoria inesperada en una elección especial para el Senado de los Estados Unidos. Baxley perdió la reelección en 2012, al igual que Jones en su intento de obtener un mandato completo en 2020. Jones es el último demócrata en ocupar un cargo estatal en Alabama, un título que Baxley había tenido hasta la juramentación de Jones.

### Legislatura estatal
- Senado
  - Senadores actuales
  - Líder de la minoría del Senado: Bobby Singleton (SD24)
  - Líder adjunto de la minoría del Senado: Billy Beasley (SD28)
  - Presidente del bloque de la minoría del Senado: Linda Coleman-Madison (SD20)

- Cámara de Representantes
  - Representantes actuales
  - Líder de la minoría de la Cámara de Representantes: Anthony Daniels (HD53)
  - Líder adjunta de la minoría de la Cámara de Representantes: Merika Coleman (HD57)
  - Presidente del grupo de la minoría de la Cámara de Representantes: Christopher J. England (HD70)

### Municipal
Los siguientes demócratas ocupan alcaldías importantes en Alabama:
- Montgomery: Steven Reed (2)
- Birmingham: Randall Woodfin (3)
- Tuscaloosa: Walt Maddox (5)